# Валико ди Сопра (Лука)
Валико ди Сопра је насеље у Италији у округу Лука, региону Тоскана.
Према процени из 2011. у насељу је живело 67 становника. Насеље се налази на надморској висини од 642 м.